# Катом
Катом — деревня в Черемховском районе Иркутской области России. Входит в состав Новогромовского муниципального образования. Находится примерно в 14 км к западу от районного центра.

## Население
| 2002 | 2010 | 2011 | 2012 |
| ---- | ---- | ---- | ---- |
| 149  | ↘108 | →108 | ↘105 |